# Franc Andrijewski
Franc Andrijewski, w Polsce używał imienia Franciszek, (ros.) Франц Андриевский (ur. 16 stycznia?/29 stycznia 1903 w m. Grebienki, w guberni kijowskiej, zm. 15 listopada 1993 w Rydze) – radziecki oficer, pułkownik Armii Czerwonej, generał brygady Wojska Polskiego.

## Służba w wojsku
Służbę w Armii Czerwonej rozpoczął w grudniu 1923. Do sierpnia 1925 odbywał służbę zasadniczą w 30 pułku artylerii 30 Dywizji Strzeleckiej. Po ukończeniu Kijowskiej Szkoły Artyleryjskiej w 1929 został dowódcą plutonu, baterii i zastępcą szefa sztabu pułku w 99 pułku artylerii 99 Dywizji Piechoty (od października 1929 – do września 1934). Po ukończeniu Akademii w 1937 – zastępca kierownika sekcji i zastępca szefa Wydziału Operacyjnego 10 Armii Dalekowschodniego Okręgu Wojskowego (od czerwca 1939 – do listopada 1943), szef sztabu 21 Korpusu Piechoty Dalekowschodniego Okręgu Wojskowego (od marca – do listopada 1943), szef Wydziału Operacyjnego sztabu 21 Korpusu Piechoty 1 Armii (od grudnia 1943 – do sierpnia 1944).
We wrześniu 1944 w stopniu pułkownika został skierowany do służby w Wojsku Polskim – jako szef Oddziału Operacyjnego Sztabu Głównego Wojska Polskiego (do września 1945). Od 5 października – do grudnia 1944 był szefem Oddziału Operacyjnego i jednocześnie pełniącym obowiązki szefa sztabu 3 Armii Wojska Polskiego.
We wrześniu 1945 wyjechał do ZSRR, tam pełnił służbę jako szef Wydziału Operacyjnego sztabu Armii (od października 1945 – do kwietnia 1948 oraz od maja 1949 – do grudnia 1950).
Od lutego 1951 ponownie przybył do Polski na stanowisko szefa sztabu OW-I (od 31 stycznia 1951 – do 2 grudnia 1953), pełniącego obowiązki dowódcy OW-I (od 3 grudnia 1953 – do 21 października 1954), dowódcy Warszawskiego Okręgu Wojskowego (od 21 października 1954 – do 12 listopada 1956).
26 listopada 1956 wyjechał do ZSRR.

## Wykształcenie wojskowe
- Oficerska Szkoła Artylerii w Kijowie (1925–1929)
- Akademia Artylerii im. F. Dzierżyńskiego (1934–1937)
- Akademia Wojskowa im. Michaiła Frunzego w Moskwie (1937–1939)
- Wojskowa Akademia Sztabu Generalnego Sił Zbrojnych ZSRR im. K.J. Woroszyłowa (1947–1949)

## Awanse wojskowe
- pułkownik – 23 marca 1944
- generał brygady – 31 maja 1954

## Odznaczenia
- Order Sztandaru Pracy II klasy – 1956
- Order Krzyża Grunwaldu III klasy – 1945
- Krzyż Komandorski Orderu Odrodzenia Polski – 1954
- Krzyż Kawalerski Orderu Virtuti Militari – 1954
- Krzyż Oficerski Orderu Odrodzenia Polski – 1945
- Medal 10-lecia Polski Ludowej – 1954
- Brązowy Medal „Siły Zbrojne w Służbie Ojczyzny” – 1955
- Medal „Za udział w walkach o Berlin” – 1966
- Order Lenina
- Order Czerwonego Sztandaru